# Поруха
Пору́ха — данное современниками название событий тяжелейшего экономического кризиса последних лет эпохи царствования Ивана Грозного (1570—1580-е годы), ставшего последствием Ливонской войны (1558—1583), опричнины (1565—1572), политической нестабильности, эпидемий, неурожаев, в связи с природными катаклизмами, а от них голода и так далее.
В результате кризиса запустел ряд краёв России, пришли в упадок сельское хозяйство и торговля. Последствия кризиса ликвидировались центральными властями усилением налогового бремени и закрепощением крестьянства.

## Этимология
Название признаётся аутентичным[кем?], возникшим в XVI веке. По данным «Словаря русского языка XI—XVII вв.», существительное «поруха» имело в Древней Руси сразу несколько значений, в том числе: «Вред, повреждение, порча»; «убыток»; «то, что повреждено»; «беда, неприятность».

Слово употреблялось и в русской литературе XIX века, в частности, в пьесе А. Н. Островского «Козьма Захарьич Минин-Сухорук» (1861—1866):
Вот беда-то, вот поруха // Для дела земского!

## Причины
Причинами порухи называются непосильные затраты бюджета Русского царства на Ливонскую войну, усугублённые разрушением культурных и экономических основ государства и страны, происходившим в процессе установления авторитарной власти в период опричного государственного террора администрации царя Ивана Грозного. Также одной из причин считается переселение крестьян в Среднее и Нижнее Поволжье, что привело к нехватке рабочей силы.

## Проявления
Во время порухи запустели наиболее развитые в экономическом отношении центральные (район Москвы) и северо-западные (район Новгорода и Пскова) регионы государства Российского. В годы опричнины и Ливонской войны одна часть населения разбежалась, другая — погибла. Более 50 % пашни (а местами до 90 %) оставались необработанными.
Резко возрос налоговый гнёт, цены выросли в четыре раза. Крестьянское хозяйство потеряло устойчивость, в государстве начался голод.
В 1570—1571 годы на территории Московского государства произошла также эпидемия чумы.

## Последствия

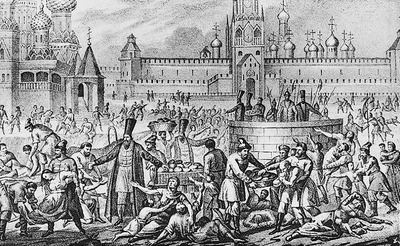
Б. А. Чориков. «Голод в Москве при Борисе Годунове» (илл. к книге «Живописный Карамзин», 1836)

Кризис спровоцировал голод и массовые переселения крестьянства на пригодные к проживанию земли — Поволжье, Урал, в Сибирь и на другие окраины государства. Крестьянские хозяйства потеряли устойчивость и перестали обеспечивать государство ресурсами, необходимыми для продолжения Ливонской войны.
Часть историков приписывают заслуги по преодолению «порухи» Фёдору Иоанновичу, часть — Борису Годунову.

## Исторические оценки
Историк Александр Шишков пишет, что в годы «порухи» половина земель (а местами больше) не обрабатывалась, чума и голод, налоги и неустойчивые цены расшатывали стабильность в государстве, а смерть в 1584 году Ивана Грозного, а затем и пресечение династии Рюриковичей в 1598 году после смерти Фёдора I, создали вокруг русского престола «взрывоопасную обстановку».